# 有馬義純
有馬 義純（ありま よしずみ）は、戦国時代の大名。肥前国日野江城主。

## 略歴
天文19年（1550年）、肥前島原半島を治めた大名・有馬義貞の嫡男として誕生。母は肥前有馬氏の家臣・安富越中守の娘。藤原有馬世譜、寛政重修諸家譜等は、室を安富越中守の娘としているが、キリスト教の宣教師が残した史料には、義純の室は西郷純久の娘と記載されている。
父が室町幕府12代将軍・足利義晴から受けた「義」の一字をとって、「義純」と名乗る。家督を継ぐ前には、足利義昭の相伴衆となっている。
しかし永禄7年（1564年に祖父・晴純が父義貞を領外に追放し家督も剥奪してしまう。
なお丸島和洋によると前年の龍造寺氏との戦いに大敗したことがきっかけで追放され家督は義純が継いだという。
元亀元年（1570年）、父・義貞の隠居に伴って家督を継ぐ。次第に龍造寺隆信の圧迫を受けて領土を奪われ、有馬氏は衰退していった。元亀2年（1571年）6月14日、嗣子の無いまま死去。墓所は有馬の台雲寺。
弟・鎮純（後の晴信）が義純の養嗣子となる事で家督を継いだ。